# 岩手県立南昌みらい高等学校
岩手県立南昌みらい高等学校（いわてけんりつ なんしょうみらいこうとうがっこう）は、岩手県紫波郡矢巾町に位置する県立高等学校。

## 概要
岩手県立不来方高等学校と岩手県立盛岡南高等学校との統合により2025年4月に開校した。統合された2校の在校生は、当校に編入した。校名にある南昌とは本校の西方に鎮座する山岳・南昌山に由来する。

## 設置学科
- 普通科
  - 芸術学系
  - 外国語学系
  - スポーツ科学学系

## 沿革
- 2025年4月1日 - 岩手県立不来方高等学校と岩手県立盛岡南高等学校を統合し、開校。[3]

## 校歌
岩手県立南昌みらい高等学校校歌
- 作詞 : 菅原 伊保子
- 作曲 : 山本 修平

## 制服
- 2025年度入学生より新規採用の制服を着用する。
- 2025年度時点の2年生および3年生は入学時点での所属校の制服を着用する[4]。

## 部活動
| - 陸上競技部 - 体操部 - 水泳部 - バスケットボール部 - バレーボール部 - ソフトテニス部 - 卓球部 - サッカー部 - ラグビー部 - ハンドボール部 - ボクシング部 - 柔道部 - スキー部 - バドミントン部 - 剣道部 - 弓道部 - 登山部 - テニス部 - ホッケー部 - 空手道部 - 硬式野球部 | - 書道部 - 美術部 - 工芸部 - 音楽部 - 吹奏楽部 - 演劇部 - 写真部 - 軽音楽部 - 外国語研究部 - 茶道・華道部 |

## アクセス
JR東北本線矢幅駅より
- 矢巾町市街地循環バス「矢幅駅周辺循環」で、「不来方高校前」下車。
- 徒歩15分